# Pristimantis cristinae
Pristimantis cristinae es una especie de anfibio anuro de la familia Craugastoridae.

## Distribución
Esta especie es endémica del departamento de Magdalena en Colombia. Habita entre los 1,530 y 3,500 m de altitud en la Sierra Nevada de Santa Marta.

## Descripción
Los machos miden de 37.8 a 42.7 mm y las hembras de 58.2 a 62.7 mm.

## Etimología
Esta especie lleva el nombre en honor a Maria Cristina Ardila-Robayo.

## Publicación original
- Lynch & Ruíz-Carranza, 1985 : A synopsis of the frogs of the genus Eleutherodactylus from the Sierra Nevada de Santa Marta, Colombia. Occasional Papers of the Museum of Zoology University of Michigan, n.º 711, p. 1-59[5]